# N6 - Esbjerg-Kopenhagen
De N6 - Esbjerg-Kopenhagen (Deens: Esbjerg-København) is een landelijke langeafstandsfietsroute in Denemarken. De route verbindt de westkant van het land bij Esbjerg aan de Waddenzee met de hoofdstad Kopenhagen. Het traject is bewegwijzerd in twee richtingen met het cijfer 6 en is onderdeel van de nationale fietsroutes van Denemarken.

## Traject
De route begint aan de Waddenzee in Esbjerg in Jutland. Hier kan de EuroVelo EV12 Noordzeeroute opgepakt worden of kan worden gekozen voor de landelijke route N1 - Westkustroute.
De route gaat dwars door Jutland. Onderweg kruist de route in Vejen de EuroVelo EV3 Pelgrimsroute en de landelijke route N3 - Ossenwegroute. Tussen Kolding en Fredericia aan de oostkant van Jutland loopt de route kort parallel met de landelijke route N5 - Oostkustroute.
Hierna gaat de route over het eiland Funen en door de stad Odense. Bij Nyborg gaat de route over de Grote Beltbrug en wordt het eiland Seeland bereikt. Kleine delen op Seeland lopen parallel met de landelijke route N8 - Baltische Route.
In Frederiksberg kruist de landelijke route N7 - Sjællands Odde-Rødbyhavn. Vanaf Lejre gaat de landelijke route N4 - Kopenhagen-Søndervig parallel meelopen tot eindpunt Kopenhagen. Vanaf Køge komt ook de landelijke route N9 - Gedser-Helsingør bij de route. In eindpunt Kopenhagen kan de N9 verder worden gevolgd. Ook kan de landelijke route N2 - Hanstholm-Kopenhagen worden opgepakt. Verder zijn er aansluitingen op de EuroVelo EV7 Route van de Zon en de EuroVelo EV10 Oostzeeroute.

## Aansluitingen met Europese routes
- In Esbjerg kan worden aangesloten op de EuroVelo EV12 Noordzeeroute.
- In Vejen kruist de route de EuroVelo EV3 Pelgrimsroute.
- In Kopenhagen kan worden aangesloten op de EuroVelo EV7 Route van de Zon.
- In Kopenhagen kan worden aangesloten op de EuroVelo EV10 Oostzeeroute.

## Aansluitingen met andere routes
- In Esbjerg kan worden aangesloten op de landelijke route N1 - Westkustroute.
- In Vejen kruist de route de landelijke route N3 - Ossenwegroute.
- Tussen Kolding en Fredericia loopt de route parallel met de landelijke route N5 - Oostkustroute.
- Tussen Kolding en Middelfart loopt de route parallel met de landelijke route N8 - Baltische Route.
- Tussen Nyborg en Korsør loopt de route parallel met de landelijke route N8 - Baltische Route.
- In Frederiksberg kruist de landelijke route N7 - Sjællands Odde-Rødbyhavn.
- Tussen Lejre en Kopenhagen loopt de route parallel met de landelijke route N4 - Kopenhagen-Søndervig.
- Tussen Køge en Kopenhagen loopt de route parallel met de landelijke route N9 - Gedser-Helsingør.
- In Kopenhagen kan worden aangesloten op de landelijke route N2 - Hanstholm-Kopenhagen.